# Megs Jenkins
Muguett Mary „Megs“ Jenkins (* 21. April 1917 in Birkenhead, Cheshire, England; † 5. Oktober 1998 in Suffolk, England) war eine britische Schauspielerin.

## Leben und Karriere
Muguett „Megs“ Jenkins, die ursprünglich eine Ausbildung zur Balletttänzerin absolvieren wollte, stand seit 1933 auf Theaterbühnen. In den darauffolgenden Jahren war sie Mitglied der Liverpool Repertory Company, ehe sie ab 1937 vor allem auf Londoner Bühnen stand. 1939 gab Jenkins in The Silent Battle ihr Filmdebüt und entwickelte sich in der Nachkriegszeit zu einer nachgefragten Charakterdarstellerin im britischen Kino. Üblicherweise war sie in Nebenrollen besetzt; in ihrem Nachruf beschrieb der The Independent sie als „Personifikation von plumper Fröhlichkeit und Freundlichkeit“, die viele treue Haushälterinnen, Dienerinnen und Köchinnen gespielt habe. Zugleich sei es ihr gelungen, solche gutmütigen Figuren „mit totaler Überzeugung und ohne Sentimentalitäten“ zu spielen, so der Independent.
Eine ihrer ersten prägnanten Filmrollen hatte Jenkins im Jahr 1946 im Thriller Green for Danger (1946) in der Rolle einer Krankenschwester. In den 1950er-Jahren folgten Nebenrollen in Filmen wie Ivanhoe – Der schwarze Ritter (1952), Der große Atlantik (1953) und Tiger Bay (1959). Im Jahr 1958 hatte sie einen bekannten Auftritt als Dienstmädchen von Ingrid Bergmans Hauptfigur in der Komödie Indiskret. In dem Horrorfilm Schloß des Schreckens hatte sie 1961 eine umfangreiche Nebenrolle als gutherzige, aber hilflose Haushälterin Mrs. Grose. 1964 war sie an der Seite von Margaret Rutherford in dem Agatha-Christie-Klassiker Vier Frauen und ein Mord in der Rolle der Gladys Thomas zu sehen. In der oscarprämierten Dickens-Musicaladaption Oliver (1968) trat sie als Mrs. Bedwin auf.
Im Fernsehen war Jenkins in den Jahren 1979 und 1980 in der Kinderserie  Die Vogelscheuche als Mrs. Braithwhaite zu sehen. Zuletzt stand sie 1990 als Gaststar in der Serie Der Doktor und das liebe Vieh vor der Kamera. Parallel zu Film- und Fernsehrollen blieb sie in späteren Jahren auch am Londoner West End als Schauspielerin beschäftigt. Dort spielte sie, in Abkehr zu ihren üblicherweise sympathisch-bodenständigen Rollen, auch eine boshafte Mutter in dem Drama Sommer und Rauch von Tennessee Williams.
Meg Jenkins war von 1943 bis 1959 mit George Routledge verheiratet. Die Ehe wurde geschieden.

## Auszeichnung
1956 gewann sie den Clarence Derwent Award für ihre Leistung in dem Arthur-Miller-Stück Ein Blick von der Brücke.

## Filmografie (Auswahl)
- 1939: The Silent Battle
- 1943: Das heilige Feuer (The Lamp Still Burns)
- 1946: Achtung: Grün! (Green for Danger)
- 1947: Die Brüder (The Brothers)
- 1948: Königsliebe (Saraband for Dead Lovers)
- 1949: The History of Mr. Polly
- 1951: Weiße Korridore (White Corridors)
- 1952: Die Verblendeten (The Secret People)
- 1952: Ivanhoe – Der schwarze Ritter (Ivanhoe)
- 1953: Der große Atlantik (The Cruel Sea)
- 1953: Schuss im Dunkel (Rough Shoot)
- 1953: Gefahr für Barbara (Personal Affair)
- 1955: Verliebt in eine Königin (John and Julie)
- 1957: Versuchsmaschine CB 5 (The Man in the Sky)
- 1957: Der Mann aus der Fremde (A Passionate Stranger)
- 1957: Esther Costello (The Story of Esther Costello)
- 1958: Indiskret (Indiscreet)
- 1959: Tiger Bay
- 1959: Der Tod hat Verspätung (Jet Storm)
- 1960: Verschwörung der Herzen (Conspiracy of Hearts)
- 1961: Schloß des Schreckens (The Innocents)
- 1962: Brennende Schuld (Life For Ruth)
- 1964: Vier Frauen und ein Mord (Murder Most Foul)
- 1965: Bunny Lake ist verschwunden (Bunny Lake is Missing)
- 1967: Der Fremde im Haus (Stranger in the House)
- 1968: Oliver!
- 1969: Wahn der süßen Jugend (School for Unclaimed Girls)
- 1972: Asylum
- 1975: The Amorous Milkman
- 1979–1980: Die Vogelscheuche (Worzel Gummidge, Fernsehserie, 19 Episoden)
- 1980–1982: Young at Heart (Fernsehserie, 18 Episoden)
- 1987: Strike It Rich! (Fernsehserie, 6 Episoden)
- 1990: Der Doktor und das liebe Vieh (All Creatures Great & Small, Fernsehserie, 1 Episode)